# Изотов, Сергей Петрович
Сергей Петрович Изо́тов (30 июня 1917, Синельниково, Екатеринославская губерния — 6 мая 1983, Ленинград) — советский учёный и конструктор авиационных двигателей, генеральный конструктор Ленинградского НПО имени В. Я. Климова, Герой Социалистического Труда, лауреат Ленинской премии, Сталинской премии первой степени и Государственной премии СССР, заслуженный деятель науки и техники РСФСР, доктор технических наук (1968), почётный гражданин города Жешув (Польша).

## Биография

### Ранние годы
Сергей Изотов родился 17 (30 июня) 1917 года на станции Синельниково (ныне город, Днепропетровская область, Украина) в семье железнодорожного техника-путейца Петра Андреевича Изотова и учительницы Надежды Иулиановны (урождённой Пытковской). В 1932 году окончил семилетнюю фабрично-заводскую школу в Бердянске.
В 1932-1934 годах учился в Запорожском авиастроительном техникуме на строительном факультете, где проучился всего 2 курса — техникум в 1934 году перевели в город Орел. Затем работал чертежником на Екатерининской железной дороге. В 1935 году он поступил в Запорожский институт сельскохозяйственного машиностроения, но через два года, в 1937 году, перевелся в ЛПИ имени М. И. Калинина (энергомашиностроительный факультет, специальность «Автомобили и тракторы»), который окончил в январе 1941 года с отличием.

### Работа в авиационной промышленности
Трудиться начал в январе 1941 года инженером-конструктором на ленинградском авиамоторном заводе № 451, который с 1940 года начинал осваивать серийное производство авиационных двигателей разработки главного конструктора рыбинского завода № 26 В. Я. Климова М-105. Весной 1941 года он в числе других сотрудников завода № 451 был направлен в командировку в Рыбинск. В июле вместе с заводом был эвакуирован из Ленинграда на Урал. В Уфе на базе рыбинского завода № 26, ленинградских заводов № 234 и № 451 и ряда других был образован мощный объединённый авиамоторный завод № 26, который занимался серийным выпуском моторов семейства М-105 и разработкой новых поршневых двигателей М-106, ВК-107, ВК-108, ВК-109 под руководством Климова и директора завода В. П. Баландина. С ноября 1941 года Изотов работал инженером-конструктором серийно-конструкторского бюро предприятия. В 1943 году он стал заместителем начальника СКБ С. А. Гаврилова (возглавившим после войны ОКБ-26). Всего в годы войны завод № 26 выпустил около 100 000 авиамоторов семейства М-105. На  этих двигателях летали истребители Як-1, Як-3, Як-7, Як-9, ЛаГГ-3, Пе-3, бомбардировщики Пе-2 и др.
В 1945-1946 годах завод № 26 организовал серийное производство одного из первых советских турбореактивных двигателей — РД-10 на базе немецкого Jumo-004.
В 1946 году ОКБ Климова было перебазировано из Уфы в Ленинград на довоенные площади завода № 234 (б. «Русский Рено», «Красный Октябрь»). Изотов в 29 лет был назначен заместителем главного конструктора. Вновь созданному ленинградскому ОКБ завода № 466 (в 1947 году ОКБ было преобразовано в самостоятельный Машиностроительный союзный завод № 117) была поставлена задача в кратчайшие сроки разработать реактивные двигатели для советской боевой авиации. С 1946 по 1960 год Изотов непосредственно руководил работами по созданию следующих серийных и опытных ГТД:
- ТРД с центробежным компрессором — РД-500 (на базе Derwent V), РД-45 (на базе Nene I), ВК-1(А), ВК-5, ВК-7 и др. (для Ла-15, Як-23, МиГ-15, МиГ-15бис, МиГ-17, Ил-28, Ту-14Т);
- ТРДФ с центробежным компрессором — первым советским двигателям с форсажной камерой РД-45Ф (на базе Nene II), ВК-1Ф, ВК-5Ф, ВК-7Ф;
- первому советскому ТВД ВК-2 (для самолётов А. Н. Туполева и С. В. Ильюшина);
- первому советскому ТРДДФ ВК-3 и его модификации ВК-13 (для И-3У);
- ТРДФ с осевым компрессором ВК-15 и его модификациям
и другим двигателям разработки В. Я. Климова.
Фактически завод № 117 в конце 1940-х — начале 1950 годов полностью обеспечил фронтовую авиацию реактивными двигателями благодаря созданию двигателей РД-500, РД-45 и ВК-1.
В 1960 году после ухода Климова на пенсию Изотов был назначен ответственным руководителем и Главным конструктором завода № 117. В 1975 году на базе Завода имени В. Я. Климова (бывший завод № 117) и ленинградского завода «Красный Октябрь» (бывший завод № 466) было образовано Ленинградское научно-производственное объединение имени В. Я. Климова. Изотов стал генеральным директором и главным конструктором, а в 1981 году он был назначен генеральным конструктором — генеральным директором объединения.
Под руководством Изотова с 1960 по 1983 год были созданы следующие изделия:
- семейство ЖРД, в основном, для 2-х ступеней баллистических ракет и противоракет ОКБ П. Д. Грушина и В.Н. Челомея, в т.ч. двигательные установки 8Д419 (УР-100), 5Д67 (С-200) и др. Всего более 20 серийных и опытных двигателей;
- ТВаД и главные вертолётные редукторы — ГТД-350 и ВР-2 (для Ми-2), ТВ2-117 и ВР-8 (для Ми-8), ТВ3-117 и ВР-14/ВР-24/ВР-252/ВР-80 (для Ми-14, Ми-24, Ми-8МТ, Ми-28, Ка-27, Ка-50 и их модификации);
- ТВД — опытные ГТД-550/ТВД-850 (для Ан-14 М);
- ТРД — ТР3-117 (для Ту-143/Ту-243), опытный ТР2-117 (для катера на подводных крыльях),
- ТРДДФ — РД-33 (для МиГ-29), опытный РД-33И (для Ил-102);
- турбостартеры ГТДЭ-117 для ТРДДФ РД-33 (для МиГ-29) и АЛ-31Ф (для Су-27);
- коробка самолётных агрегатов КСА-2 для силовой установки МиГ-29;
- танковые ГТД — ГТД-1000Т/ТФ (для Т-80), опытный ГТД-350Т (для «Объекта 288»). В процессе разработки и доводки танкового ГТД было разработано около 10  двигателей различных конструктивных схем;
- опытные транспортные ГТД на базе ГТД-350 для гоночного автомобиля ХАДИ-7, судна на воздушной подушке ГАЗ-16Б, железнодорожного ведущего вагона; на базе ТВ2-117 для БелАЗ-549В-5275 грузоподъемностью 120 т; на базе ГТД-1000Т/ТФ для тягачей баллистических ракет Минского завода колесных тягачей.
Изотовым был создан коллектив конструкторов, инженеров, технологов, производственников, одновременно занимавшийся  созданием ГТД для самых разнообразных объектов: баллистических ракет, противоракет, истребителей, бомбардировщиков, пассажирских самолётов МВЛ, легких и средних вертолётов, БПЛА, танков, большегрузных, гоночных и грузовых автомобилей, локомотивов, СВП, катеров на подводных крыльях.
В ОКБ Изотова были созданы специальные вертолётные двигатели и разработаны основные принципы регулирования турбовальных двигателей со свободной турбиной. Впервые в мире разработан танковый ГТД, при этом была обеспечена политопливность двигателя, который может одинаково надежно работать как на дизельном топливе, так и на авиационном керосине. Конструкция ТРДДФ РД-33 оказалась настолько удачной, что была скопирована Генеральным конструктором А. М. Люлькой для своего двигателя АЛ-31Ф. Общее количество изготовленных изделий конструкции С. П. Изотова составляет более 100 000 двигателей и редукторов.
Для Олимпиады-80 в ЛНПО имени В. Я. Климова был разработан олимпийский факел, который был изготовлен в количестве 6200 штук.
Коллектив ЛНПО имени В. Я. Климова в период руководства Изотова дважды награждался правительственными наградами:
- в 1969 году — орденом Ленина за создание двигательной установки 8Д419 для первой в мире баллистической ракеты шахтного базирования;
- в 1979 году — орденом Октябрьской Революции за создание двигателя ГТД-1000Т для первого в мире газотурбинного танка..
В 1981 году научно-технический совет ЛНПО имени В. Я. Климова выдвинул С. П. Изотова в кандидаты в члены-корреспонденты АН СССР по отделению физико-технических проблем энергетики по специальности «Энергетика, в том числе ядерная энергетика». Его выдвижение поддержали академики и генеральные конструкторы авиационной и космической техники А. М. Люлька, Н. Д. Кузнецов, П. Д. Грушин, А. Ф. Белов, ОКБ А. Н. Туполева, М. Л. Миля, Н. И. Камова, Кировский завод, ЦИАМ, ряд отраслевых НИИ.
Изотов был избран делегатом XXVI съезда КПСС.

### Смерть
Сергей Петрович Изотов умер 6 мая 1983 года. Он похоронен в Ленинграде на Богословском кладбище.

### Семья
Сын Изотова — Пётр Сергеевич Изотов (28.05.1942—22.07.2008) родился в Уфе, продолжил дело отца, став конструктором авиационных двигателей. С 1984 года — заместитель главного конструктора, с 1996 года — главный конструктор вертолётных двигателей Завода имени В. Я. Климова.
Внук Изотова — Данила Петрович Изотов (род. 05.10.1974) родился в Ленинграде, пошёл по стопам деда и отца. Окончил СПбГАСУ (б. ЛИСИ), с 1997 года работает на Заводе имени В. Я. Климова.

## Награды и звания
- Герой Социалистического Труда (1969) — за создание двигательной установки 8Д419;
- орден Ленина (1969) — за создание двигательной установки 8Д419;
- орден Трудового Красного Знамени (1957) — за создание новой авиатехники и в связи с 40-летием;
- Ленинская премия (1978) — за создание танкового двигателя ГТД-1000Т;
- Сталинская премия первой степени (1949) — за создание двигателя ВК-1;
- Государственная премия СССР (1971) — за создание и освоение в серийном производстве специальных воздушных аппаратов;
- медаль «За доблестный труд в Великой Отечественной войне 1941-1945 гг.»;
- медаль «В память 250-летия Ленинграда»;
- медаль «30 лет Победы в Великой Отечественной войне  1941-1945 гг.»;
- Заслуженный деятель науки и техники РСФСР;
- командорский крест Ордена Возрождения Польши (ПНР) — за внедрение двигателя ГТД-350 на польском заводе "PZL Rzeszów";
- почётный житель города Жешув (ПНР) — за развитие советско-польских отношений.